# Francesco La Grassa (senior)
Francesco La Grassa (Palermo, 27 maggio 1802 – Cammarata, 19 novembre 1868) è stato un organaro italiano.

## Biografia
Senza istruzione scolastica, a 15 anni costruì il primo organo a canne per la sua parrocchia e dieci anni dopo vantava già la costruzione di una ventina di organi. Realizzò quindi gli organi della Chiesa madre (1827) e di S. Michele (1832) a Sciacca, e quello per il Collegio di Maria in Santa Margherita di Agrigento (1831).  
Nel 1836 iniziò il suo capolavoro, il monumentale organo, a disposizione simultanea di tre organisti, nella Collegiata di San Pietro a Trapani, ultimato nel 1847, che arriva a riprodurre gli effetti sonori di quasi tutti gli strumenti musicali, ritenendo sia in grado di riprodurre anche la voce umana .
Anche l'architettura della facciata venne progettata da lui, così come scolpì i diversi simboli allegorici degli strumenti musicali. 
Nel 1845 presentò senza un progetto per la costruzione dell'organo della Cattedrale di Monreale, ma si aggiudicò nel 1852 quello per l'abbazia di San Martino delle Scale e nel 1859 l'organo per la chiesa di San Francesco di Paola di Palermo.
Anche il figlio Pietro fu costruttore di strumenti musicali a uso liturgico. L'omonimo nipote fu esponente del modernismo e del Liberty. 